# Arthur Holden Lowe
Arthur Holden Lowe (* 29. Januar 1886 in Birmingham; † 22. Oktober 1958 in London) war ein englischer Tennisspieler.

## Leben
Arthur Lowe kam 1886 in Birmingham im Stadtteil Edgbaston zur Welt. Er war der jüngere von zwei Söhnen, die Tennis spielten, des aus Birmingham stammenden Politikers und Rechtsanwalts Sir Francis Lowe, 1. Baronet. Bei dessen Tod erbte 1929 sein älterer Bruder Gordon Lowe den Baronettitel. Gordon war auch der erfolgreichere Tennisspieler der beiden und spielte gemeinsam mit ihm zu verschiedenen Gelegenheiten. Arthur Lowe hatte zwei weitere Brüder, einer davon, John Lowe, spielte First-Class Cricket. Arthur Holden Lowe folgte in die Profession seines Vaters und wurde Anwalt.
Ab 1905 nahm er an Turnieren teil, 1906 schied er bei seinem ersten Auftritt beim Turnier von Wimbledon in der zweiten Runde gegen Albert Davis Prebble aus. Er nahm insgesamt 19 Mal an Wimbledon teil; sein bestes Resultat erreichte er dort 1910, als er im Halbfinale gegen Beals Wright ausschied. Im Doppel konnte er 1913 in Wimbledon an der Seite seines Bruders Gordon ebenfalls das Halbfinale erreichen. 1914 und 1921 ging es für die Brüder noch einen Schritt weiter und sie unterlagen erst im Finale des All-Comers-Wettbewerb. Bei den Australian Open konnte Lowe 1919 gute Ergebnisse vorweisen, als er im Einzel das Halbfinale sowie im Doppel das Finale erreichen. 1914 war er laut der Liste von Arthur Wallis Myers die Nummer 7 der Welt.
Lowe trat bei den Olympischen Spielen 1912 in Stockholm an. Im Einzel unterlag er dort André Gobert im Viertelfinale. Gleiches Schicksal ereilte ihn mit seinem Bruder im Viertelfinale des Doppels, wo sie Gobert und Maurice Germot nach einer 2:0-Satzführung ebenfalls unterlagen. Gobert gewann letztlich beide Konkurrenzen. Zwischen 1911 und 1920 spielte er fünf Matches im Davis Cup, die er jedoch alle abgeben musste.
Lowe konnte dreimal das Turnier am Londoner Queen’s Club gewinnen. Zuletzt spielte er 1929 im Einzel der Wimbledon Championships. Er starb 1958 in London.

## Erfolge
| Legende (Anzahl der Siege) |
| -------------------------- |
| Grand Slam                 |
| Sonstige Turniere          |

### Doppel

#### Finalteilnahmen
| Nr. | Datum           | Turnier                    | Belag | Doppelpartner  | Finalgegner                    | Ergebnis                |
| --- | --------------- | -------------------------- | ----- | -------------- | ------------------------------ | ----------------------- |
| 1.  | 4. Juli 1914    | Wimbledon (1)              | Rasen | Gordon Lowe    | Anthony Wilding Norman Brookes | 2:6, 6:8, 1:6           |
| 2.  | 24. Januar 1919 | Australasian Championships | Rasen | James Anderson | Pat O’Hara Wood Ronald Thomas  | 5:7, 1:6, 9:7, 6:3, 3:6 |
| 3.  | 2. Juli 1921    | Wimbledon (2)              | Rasen | Gordon Lowe    | Randolph Lycett Max Woosnam    | 3:6, 0:6, 5:7           |